# 하얀 그림자
《하얀 그림자》(白い影 시로이카게[*])는 TBS 계열에서 2001년 1월 14일부터 3월 18일까지 21:00～21:54,〈일요극장〉시간대에 방송된 드라마이다. 총10화이며, 평균시청률 20.3%, 최고시청률 23.8%(1화)를 기록했다. 2003년 1월 2일, 드라마의 무대가 된 병원에 나오에가 오기까지의 과정을 그린 스페셜 드라마 "하얀 그림자, 그 이야기의 시작과 생명의 기억"이 방송됐다. 원작은 와타나베 준이치의 무영등(無影燈)

## 출연
- 나오에 요스케 - 나카이 마사히로
- 시무라 노리코 - 타케우치 유코
- 코바야시 토시유키 - 카미카와 타카야
- 교다 미키코 - 하라 사치에
- 니노세키 사요코 - 키쿠카와 레이
- 타카키 아키코 - 코니시 마나미

## 스텝
- 각본 - 타츠이 유카리
- 연출 - 요시다 켄, 후쿠자와 카츠오, 히라노 슌이치, 카네코 후미노리
- 원작 - 와타나베 준이치

## 주제가
- 〈한밤중의 나이팅게일〉 타케우치 마리야

## 시청률
| 에피소드                                       | 방송일        | 제목                      | 시청률 |
| ---------------------------------------------- | ------------- | ------------------------- | ------ |
| 제1화                                          | 2001년1월14일 | 아무도 사랑하지 않는 의사 | 23.8%  |
| 제2화                                          | 2001년1월21일 | 의사가 하는 거짓말        | 20.9%  |
| 제3화                                          | 2001년1월28일 | 특별 독방의 비밀          | 19.0%  |
| 제4화                                          | 2001년2월4일  | 주치의의 실수             | 21.0%  |
| 제5화                                          | 2001년2월11일 | 금지 약물                 | 17.2%  |
| 제6화                                          | 2001년2월18일 | 사랑이 이루어질 날        | 19.1%  |
| 제7화                                          | 2001년2월25일 | 따스함이 식을 때          | 19.2%  |
| 제8화                                          | 2001년3월4일  | 나오에 요스케의 비밀      | 19.2%  |
| 제9화                                          | 2001년3월11일 | 그에게 남겨진 시간        | 19.9%  |
| 최종회                                         | 2001년3월18일 | 그대 웃는 얼굴로          | 22.3%  |
| 평균시청률 20.3%(간토 지방·비디오 리서치 조사) |               |                           |        |